# (128166) Carora
(128166) Carora es un asteroide del cinturón principal, descubierto el 24 de marzo de 2003 por los astrónomos Ignacio Ferrín y Carlos Alberto Leal en el Observatorio Astronómico Nacional de Llano del Hato, ubicado en la Cordillera de Mérida, Venezuela.
Su nombre es un homenaje a la ciudad de Carora (f. 1569), ciudad de origen del Sistema Nacional de Orquestas Infantiles.
Posee una excentricidad de 0,0850732 y un inclinación de 14,39376º.